# Kim Min-goo
Dans ce nom coréen, le nom de famille, Kim, précède le nom personnel.
Kim Min-goo (en coréen : 김민구), né le 24 juin 1991 à Suwon, est un joueur sud-coréen de basket-ball. Il évolue au poste d'arrière.

## Carrière
Kim joue dans l'équipe universitaire de l'université Kyung Hee à partir de 2010. Il est nommé meilleur joueur du championnat universitaire en 2011 et 2012. Les deux années, l'équipe remporte le championnat universitaire.
Kim est sélectionné pour la première fois en équipe nationale pour participer au championnat d'Asie qui se déroule à Manille en août 2013. Kim est le remplaçant de Cho Sung-min au poste de deuxième arrière. En moyenne, Kim joue moins de 20 minutes par rencontre mais marque 12,7 points et est le joueur ayant marqué le plus de paniers à trois points du championnat. La Corée du Sud termine à la 3e place de la compétition et Kim est sélectionné dans l'équipe-type de la compétition avec le MVP iranien Hamed Haddadi, le Philippin Jayson William, l'Iranien Oshin Sahakian et le Taïwanais Chih-Chieh Lin.